# Dynamic random access memory

Uma fotografia de um die do circuito integrado Micron Technology MT4C1024 DRAM. Ele possui uma capacidade de 1 megabit equivalente a bits ou 128 kB.

A memória dinâmica de acesso aleatório (do inglês Dynamic random-access memory, conhecido pela abreviatura DRAM) é um tipo de memória semicondutora de acesso aleatório que armazena cada bit de dados em uma célula de memória que consiste em um pequeno capacitor e um transistor, ambos tipicamente baseados na tecnologia  metal-óxido-semicondutor (MOS). O capacitor pode ser carregado ou descarregado e esses dois estados são considerados para representação dos dois valores de um bit, convencionalmente chamados 0 e 1. A carga elétrica nos capacitores vaza lentamente, portanto, sem intervenção, os dados no chip logo serão perdidos. Para evitar isso, a DRAM requer um circuito externo de atualização de memória que reescreva periodicamente os dados nos capacitores, restaurando-os à sua carga original. Esse processo de atualização é a característica definidora da memória dinâmica de acesso aleatório, em contraste com a memória estática de acesso aleatório (SRAM), que não exige que os dados sejam atualizados. Diferentemente da memória flash, a DRAM é uma memória volátil (vs. memória não volátil), pois perde seus dados rapidamente quando a energia é removida. No entanto, a DRAM exibe remanência de dados limitada.
A DRAM normalmente assume a forma de um chip de circuito integrado, que pode consistir em dezenas a bilhões de células de memória DRAM. Os chips DRAM são amplamente utilizados em eletrônica digital, onde é necessária memória de computador de baixo custo e alta capacidade. Uma das maiores aplicações de DRAM é a memória principal (coloquialmente chamada de "RAM") em computadores e placas gráficas modernas (onde a "memória principal" é chamada de memória gráfica). Também é usado em muitos dispositivos portáteis e consoles de videogame. Por outro lado, a SRAM, que é mais rápida e mais cara que a DRAM, é normalmente usada onde a velocidade é mais preocupante que o custo e o tamanho, como as memórias de cache nos processadores.
Devido à necessidade de um sistema em executar a atualização (refresh), a DRAM possui requisitos de circuito e tempo mais complicados que a SRAM, mas é muito mais amplamente usada. A vantagem da DRAM é a simplicidade estrutural de suas células de memória: apenas um transistor e um capacitor são necessários por bit, em comparação com quatro ou seis transistores na SRAM. Isso permite que a DRAM atinja densidades muito altas, tornando a DRAM muito mais barata por bit. Os transistores e capacitores usados são extremamente pequenos e bilhões deles podem caber em um único chip de memória. Devido à natureza dinâmica de suas células de memória, a DRAM consome quantidades relativamente grandes de energia, com diferentes maneiras de gerenciar o consumo de energia.
A DRAM teve um aumento de 47% no preço por bit em 2017, o maior salto em 30 anos desde o salto de 45% em 1988, enquanto nos últimos anos o preço diminuiu.

## Historia
Durante a segunda Guerra Mundial em bletchley park aonde se encontrava a “Ultra inteligência” do reino unido, foi usada uma máquina chamada cryptanalytic cujo codinome era “Aquarius” foi incorporada uma memória dinamica hard-wired. Foi usado um grande banco de capacitores, que quando carregado representa cruz (1) e um ponto (0) se descarregado. Tendo o uso do pulso periódico para que recarregar-se os capacitores quando havia o vazamento da carga.
Arnold Farber e Eugene Schlig em 1964, enquanto trabalhavam para IBM criaram uma célula de memória hard-wired, usando uma porta do transistor e diodo túnel trinco, substituíram a trava por dois transistores e duas resistências que ficou conhecido como céluala-farber schilig. No ano de 1965 Benjamin Agusta juntamente com sua equipe da IBM projetaram e criaram um chip de memória de silício de 16 bits tendo como base a configuração de célula-Farber Schlig com 80 transistores, 64 resistores e quatro diodos. No ano seguinte em 1966 a primeira DRAM foi inventada pelo Dr Robert Dennard no IBM Thomas J. Watson Research Center que foi-lhe concebido patente dos EUA número 3.387.286 em 1968.

## Características
DRAM é feita normalmente em uma matriz retangular de células onde armazenam cargas, montados por um condensador e o transistor por bit de dados. Há várias filas horizontais longas que se ligam as linhas são chamadas por linhas de texto. A cada coluna de células e construída por duas linhas de bits, cada um ligado a todas as outras células de armazenamento na coluna.
Até o final dos anos 80, a memória DRAM era feita com o encapsulamento DIP, que tinha que ser encaixada na placa-mãe. Logo depois surgiu o encapsulamento SIPP, que deu lugar, por sua vez, ao encapsulamento
SIMM. Com o SIPP (Single In-Line Pin Package), surgiu o que é chamado módulos de memória, que eram vários chips de DRAM numa fileira de terminais que se encaixavam num soquete. Esse tipo de encapsulamento foi bastante usado até o início dos anos 90. Visualmente, pode ser uma mistura do que é o DIP e o SIMM. Existem chips de memória com 1, 4, 8, 9, 32 ou 36 bits.
O SIMM surgiu por volta de1992 e, até hoje, os chips de memória que compõem as placas adaptadoras são do tipo DIP (Dual In-Line Package). Entre 1992 e 1994, usou-se muito os módulos de memória SIMM pequenos, de 30 pinos. Colocar 4MB significa adquirir 4 módulos de 1MB e colocar no BANK0.